# Białobrzegi (powiat lipski)
Białobrzegi – wieś sołecka w Polsce położona w województwie mazowieckim, w powiecie lipskim, w gminie Chotcza.
W latach 1975–1998 miejscowość należała administracyjnie do województwa radomskiego.
| SIMC    | Nazwa               | Rodzaj  |
| ------- | ------------------- | ------- |
| 0616089 | Białobrzegi-Kolonia | kolonia |

Wierni kościoła rzymskokatolickiego należą do parafii Świętej Trójcy w Chotczy Dolnej.

## Historia
Wieś rodem z  XV wieku, stanowiła własność szlachecką. Związana po części ze średniowiecznym klasztorem benedyktynów na Świętym Krzyżu, podobnie jak Boiska, nieistniejąca Goszcza, Jarnołtowice.
Prywatna wieś szlachecka, w drugiej połowie XVI wieku położona w powiecie radomskim województwa sandomierskiego. 
.

## Urodzeni w Białobrzegach
- Marcin Białobrzeski herbu Abdank[10] (ur. ok. 1530 Białobrzegach[11], zm. 19 kwietnia 1586 w Mogile pod Krakowem) – biskup kamieniecki, bibliofil, pisarz, teolog i kaznodzieja.